# Pietro Lombardi (cantante)
Pietro Lombardi (Karlsruhe, 9 giugno 1992) è un cantante e personaggio televisivo tedesco di origini italiane, vincitore dell'ottava edizione del programma televisivo Deutschland sucht den Superstar.

## Vita privata
È stato sposato con la collega Sarah Engels: i due hanno un figlio, nato nel 2015. Sarah Engels ha collaborato alla realizzazione di due album di Pietro, Dream team e Teil von mir. La coppia ha divorziato nel 2019.

## Discografia

### Album in studio
- 2011 – Jackpot
- 2011 – Pietro Style
- 2013 – Dream Team
- 2016 – Teil von mir
- 2020 – Lombardi